# Toyota C-HR+
Toyota C-HR+ — компактный электромобиль-кроссовер производства японской компании Toyota.

## Описание
Впервые Toyota C-HR+ был представлен 12 марта 2025 года. В Европе старт продаж намечен на конец 2025 года. Прародителем Toyota C-HR+ стал концепт-кар bZ Compact SUV, представленный в 2022 году.

## Технические характеристики
Автомобили Toyota C-HR+ оснащаются аккумуляторами ёмкостью от 57,7 кВт⋅ч. Переднеприводные модели приводятся в движение электродвигателем мощностью 167—224 л. с. (в зависимости от ёмкости аккумулятора), в то время как полноприводные модели приводятся в движение двумя электродвигателями суммарной мощностью 343 л. с. Аккумуляторы поддерживают быструю зарядку мощностью до 150 кВт.